# Indagine sulla parapsicologia
Indagine sulla parapsicologia è stato un programma televisivo in cinque puntate, ideato, realizzato e condotto da Piero Angela e trasmesso su Rete 1 dal 1° al 29 aprile 1978. Dalla serie venne poi tratto lo stesso anno un libro, Viaggio nel mondo del paranormale, e ispirò la fondazione del CICAP nel 1989.

## Produzione
(Piero Angela)

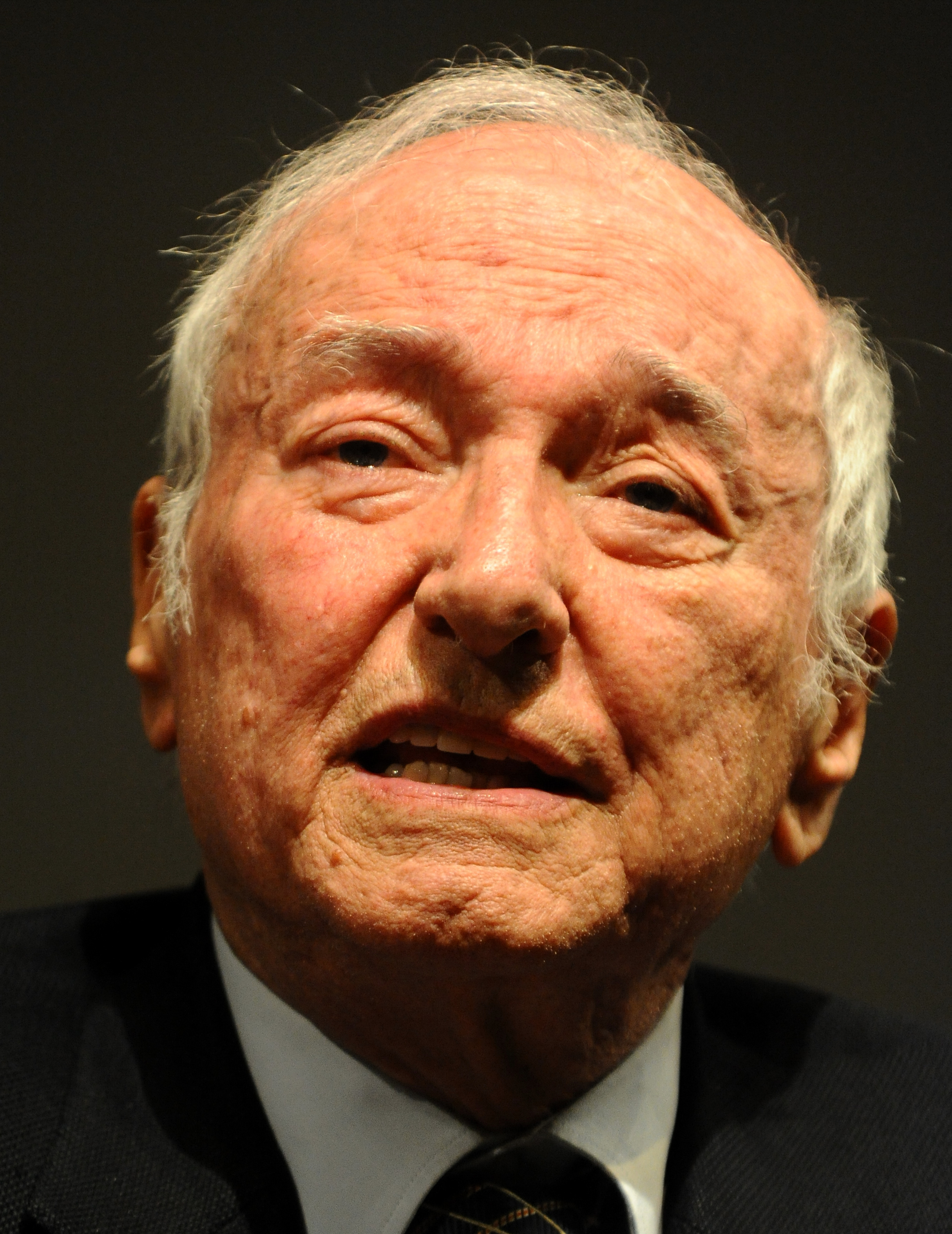
Piero Angela

L'inchiesta venne ideata e prodotta in un periodo nel quale l'interesse dell'opinione pubblica per il paranormale era particolarmente acceso e la parapsicologia era considerata una disciplina sul punto di dimostrare la propria credibilità. Il lavoro di indagine e di verifica intrapreso da Angela ne mise in luce la mancanza di riscontri scientifici. Il lavoro di ricerca di Angela durò oltre un anno nel quale egli intervistò personalmente scienziati e ricercatori che si occupavano di parapsicologia come Joseph B. Rhine, Russell Targ, Harold Puthoff, Martin Johnson (direttore del laboratorio di parapsicologia all'Università di Utrecht, in Olanda), Wilhelm Tenhaeff oltre che personalità della scienza critiche sull'argomento come Burrhus Skinner, Isaac Asimov, Paul Kurtz, Charles Edward M. Hansel e, in particolare, James Randi, un celebre prestigiatore che da tempo si dedicava a riconoscere inganni e illusioni dei sedicenti parapsicologi come Uri Geller, noto per riuscire a piegare i cucchiaini, o Ted Serios, che affermava di riuscire a fotografare il proprio pensiero. Randi venne coinvolto nell'inchiesta per spiegare al pubblico, replicandoli, i trucchi di celebri medium lanciando inoltre una sfida mettendo in palio 10.000 dollari per chiunque riuscisse a dimostrare, in condizioni di controllo, una qualunque facoltà paranormale. In un successivo programma di Piero Angela, sempre realizzato insieme a James Randi, decine di sedicenti veggenti, medium, guaritori o altro provarono invano a dimostrare le proprie presunte facoltà paranormali.
Nel 1989 l'inchiesta venne ritrasmessa, ampliata a sette puntate, all'interno del programma Il mondo di Quark, con il titolo Indagine critica sulla parapsicologia.
A pochi giorni dal primo anniversario della scomparsa di Piero Angela, la Rai ha reso disponibili su RaiPlay i cinque episodi originali del 1978.

## Accoglienza
- L'inchiesta venne trasmessa la prima volta in seconda serata (intorno alle 22:00), ottenendo circa sei milioni di telespettatori.[1]

- Gianni Rodari su Paese Sera scrisse: «Si parla di cose lette, sentite dire, osservate altrove o da altri. Nessuno mostra mai niente in diretta... Il giorno in cui la parapsicologia potrà mostrare dei fatti certi e indiscutibili, gli addetti ai lavori avranno diritto di sgridarci se in loro presenza non riusciremo a restare seri. Fino a quel giorno, Piero Angela ha non solo il diritto, ma il dovere addirittura di essere più incredulo di San Tommaso e più galileiano di Galileo».[1]

- Angela aveva chiesto all’ufficio opinioni della RAI di condurre un'indagine statistica sui telespettatori prima e dopo aver visto la trasmissione al fine di verificare il livello di fiducia del pubblico nei confronti dei fenomeni come la telepatia o l'astrologia. Venne verificato che la credenza nei fenomeni paranormali si era dimezzata. Tempo dopo il sondaggio venne ripetuto una terza volta, verificando che il livello di credenza era tornato ai livelli precedenti la trasmissione.[1]